# 献立 (オレンジスパイニクラブの曲)
『献立』（こんだて）は、オレンジスパイニクラブがワーナーミュージック・ジャパンから2024年12月18日にリリースしたメジャー9作目の配信シングルである。

## 概要
- 前作『Step!!!!!』から約3ヶ月ぶりのシングルで、オレンジスパイニクラブ単独曲に限れば『六号線』から約11ヶ月ぶりのシングル。
- 7thシングル『洒落』以来となるノータイアップシングル。
- 12月11日にZepp DiverCityで開催した全国ツアー「オレンジスパイニクラブ ワンマンツアー2024 〜バカの才能 来世まで〜」ファイナル公演で初披露し、同日リリースを発表。ゆっきーがデザインしたジャケット写真も公開された[1]。

## 収録曲
1. 献立 [3:42]
作詞・作曲：スズキユウスケ
  - 「献立＝セットリスト」として、ライブで音を鳴らすメンバー4人の気持ちとライブに来てくれるお客さんの気持ちを、日常の中のテーマとして歌詞を制作した楽曲[1]。